# Sybra carinata
Sybra carinata är en skalbaggsart som beskrevs av Stefan von Breuning 1939. Sybra carinata ingår i släktet Sybra och familjen långhorningar. Inga underarter finns listade i Catalogue of Life.